# Svenkoeltzia congestiflora
Svenkoeltzia congestiflora là một loài thực vật có hoa trong họ Lan. Loài này được (L.O.Williams) Burns-Bal. miêu tả khoa học đầu tiên năm 1989.